# Paul Götz (Astronom)
| (1418) Fayeta      | 22. September 1903                 |
| (520) Franziska    | 27. Oktober 1903 (mit Max Wolf)    |
| (538) Friederike   | 18. Juli 1904                      |
| (542) Susanna      | 15. August 1904 (mit August Kopff) |
| (543) Charlotte    | 11. September 1904                 |
| (544) Jetta        | 11. September 1904                 |
| (545) Messalina    | 3. Oktober 1904                    |
| (546) Herodias     | 10. Oktober 1904                   |
| (547) Praxedis     | 14. Oktober 1904                   |
| (548) Kressida     | 14. Oktober 1904                   |
| (554) Peraga       | 8. Januar 1905                     |
| (556) Phyllis      | 8. Januar 1905                     |
| (563) Suleika      | 6. April 1905                      |
| (564) Dudu         | 9. Mai 1905                        |
| (566) Stereoskopia | 28. Mai 1905                       |
| (567) Eleutheria   | 28. Mai 1905                       |
| (568) Cheruskia    | 26. Juli 1905                      |
| (571) Dulcinea     | 4. September 1905                  |
| (572) Rebekka      | 19. September 1905                 |
| (576) Emanuela     | 22. September 1905                 |

Paul Götz (* 1883; † 1962) war ein deutscher Astronom, bekannt für die Entdeckung von Kleinplaneten.
Er war 1903 bis 1905 Assistent von Max Wolf an der Landessternwarte Heidelberg-Königstuhl (Königstuhl-Observatorium) der Universität Heidelberg, an der er 1907 über „Untersuchungen über den Andromeda-Nebel“ promoviert wurde. Einen von ihm im Jahr 1905 entdeckten Asteroiden benannte er nach seiner Freundin. 1909 veröffentlichte er eine Neuausgabe des Himmelsatlas Tabulae caelestes von Richard Schurig (1820–1896), auch als „Schurig-Götz“ bezeichnet.
Der Asteroid (2278) Götz wurde nach ihm benannt.